# 鉄道の日
鉄道の日（てつどうのひ）は、鉄道を記念する日本の記念日。10月14日。

## 概要
明治5年9月12日（新暦1872年10月14日）に、新橋駅（後の汐留貨物駅、現・廃止）と横浜駅（現在の根岸線桜木町駅）とを結んだ日本初の鉄道（現在の東海道本線の一部）が開業したこと並びに、 1921年（大正10年）10月14日に鉄道開業50周年を記念して東京駅の丸の内北口に鉄道博物館（初代）が開館したことを記念したもので翌1922年から鉄道記念日として鉄道省により制定された。
1949年には日本国有鉄道の記念日となり、分割民営化後も引き続きJRグループの記念日としてJRグループ内で祝われていた。だが、1994年に運輸省（現・国土交通省）が「『鉄道記念日』のままではJRグループ色が強い」という提案をしたことから「鉄道の日」と改称し、すべての鉄道事業者が祝う記念日となった。これを記念して鉄道の日の前後に鉄道関連のイベントが行われるところや、記念乗車券やプリペイドカードを発行する事業者もある。
1994年の第1回鉄道の日には、当時102歳の長寿双子姉妹成田きん・蟹江ぎんが一日東京駅長を務め、東北・上越新幹線ホームで新潟行「Maxあさひ309号」の出発指示合図を行った。その後、「銀の鈴」の横に並べられたその日だけの「金の鈴コーナー」の除幕式にも出席している。
東京では1995年以降、東京都千代田区の日比谷公園にて「鉄道フェスティバル」というイベントを開催している（1994年の第1回は秋葉原の神田市場跡地で開催、2012年の第19回は明治公園で開催2023年の第30回以降はお台場イーストプロムナード「石と光の広場」「花の広場」で開催。）。
しかし、元号が変わってからの令和以降は2019年は東日本台風の接近に伴う悪天候が予想されたため、2020年・2021年は新型コロナウイルス感染症（COVID-19）流行の影響で3年連続で中止となった。2022年は4年ぶりに開催を発表した。2023年は前述の通りに日比谷公園からお台場に会場を移動して通常開催を発表。
また一部の鉄道事業者で前後の休日にリバイバルトレインなどとして、過去の名列車などの特別な臨時列車を走らせたり、車両基地や工場を一般開放したりと、大掛かりなイベントを開催することも多くなっている。
関東地区ではこのイベントの前（例年10月の第1土・日曜日）に横浜駅東口の地下街「ポルタ」で「YOKOHAMAトレインフェスティバル」というプレイベントが行われ、関東の駅百選フォトラリー（2005年まではスタンプラリー）の景品引き換えをここで行っている。
1994年にシンボルキャラクターが誕生し、1998年にはテッピーと命名された。また、2013年にそのガールフレンドとしてテッピーナも制定されている。

## 鉄道の日イベント
鉄道の日を記念して、JRグループや私鉄などの鉄道事業者が、鉄道の日イベントと称してイベントを開催している。また、上記の東京・日比谷公園で開催される「鉄道フェスティバル」もこのうちに含まれるものと言える。
鉄道事業者が行うものは、主に車両基地での鉄道車両の展示や、廃車発生品（吊り革、方向幕など）や鉄道事業者のグッズの即売会などである。
元来、鉄道の日は10月14日だが、2000年から体育の日（現：スポーツの日）が10日から第2月曜日に変更されたのに伴い、10月の3連休が設定されたことから、イベントは必ずしもその日に行われるとは限らない。また、事業者によっては鉄道の日や3連休以外の10月・11月の土・日曜に行う場合もある。ちなみに10月14日が3連休に絡む組み合わせは、10月12日（土） - 10月13日（日） - 10月14日（月）の一つしかない（2002年、2013年、2019年が該当）。
また、一部の鉄道事業者では、安全面を考慮する観点から事前応募制でのイベントを開催している。
しかし、2020年以降は、新型コロナの影響などを理由に、従来開催してきたイベントの開催自体を中止やオンライン形式の移行に変わり始めている。

### 主な鉄道の日イベントの一覧
- 鉄道フェスティバル - 東京・日比谷公園で開催、前述
- 西武トレインフェスティバル（西武鉄道） - 横瀬車両基地で開催
- ファミリー鉄道展（小田急電鉄） - 海老名電車基地（海老名検車区）で開催
- 富士急電車まつり（富士急行） - 河口湖駅・富士山駅・下吉田駅で開催
- 「鉄道の日」記念イベント ときめき出発！ ふれあいステーション - 金山総合駅で開催
- きんてつ鉄道まつり（春と秋・近畿日本鉄道） - 春は塩浜検修車庫（2016年からは秋）で、秋は五位堂検修車庫・高安車庫（高安は2012年秋より、五位堂と同日開催）で開催
- 阪急レールウェイフェスティバル（阪急電鉄） - 年2回阪急電鉄正雀工場で開催、事前にはがき応募が必要
- 鉄道の日はんしんまつり（阪神電気鉄道） - エビスタ西宮（2013年より阪神電気鉄道尼崎工場）で開催、尼崎工場に移動後は事前にはがき応募が必要になった
- 神鉄トレインフェスティバル（神戸電鉄） - 鈴蘭台車庫で開催
- 近江鉄道ガチャコンまつり（近江鉄道） - 彦根車両基地で開催
- せんぼくトレインフェスタ（泉北高速鉄道） - 光明池車庫で開催
- のせでんレールウェイフェスティバル（能勢電鉄） - 平野車庫で開催
- ポートライナーフェスティバル（神戸新交通） - ポートライナー車両基地で開催
- 京阪ファミリーサンクスフェア（京阪電気鉄道） - 寝屋川車両基地で開催
- 大津線感謝祭（京阪電気鉄道） - 錦織車庫で開催
- えいでんまつり（叡山電鉄） - 修学院車庫で開催
- 南海電車まつり（南海電気鉄道） - 千代田検車区で開催。
- 交通フェスティバル in 名谷車両基地〜B-FREE〜」 - （神戸市交通局）名谷車両基地で開催
- 北急ふれあいフェスティバル（北大阪急行電鉄） - 桃山台車庫で開催
- 谷上車庫見学会（北神急行電鉄） - 谷上車庫で開催
- 山陽・鉄道フェスティバル（山陽電気鉄道） - 東二見車両基地で開催
- 仏生山電車まつり（高松琴平電気鉄道） - 仏生山工場で開催
- にしてつ電車まつり（西日本鉄道） - 筑紫車両基地で開催
- 地下鉄フェスタ（福岡市交通局） - 橋本車両基地で開催。開業から数えて5年おきに姪浜車両基地で開催（2011年、2016年）。
- 小倉工場まつり（九州旅客鉄道） - 九州旅客鉄道小倉工場で開催
- JR貨物 フェスティバル広島車両所公開（日本貨物鉄道） - JR貨物広島支店広島車両所で開催
- 下関総合車両所 一般公開（西日本旅客鉄道） - 西日本旅客鉄道下関総合車両所で開催
- 京急ファミリー鉄道フェスタ（京浜急行電鉄） – 京急ファインテック久里浜工場で開催、現在は5月開催に変更
- 鉄道の日記念鉄道切手展Railpex（日本郵趣協会鉄道郵趣研究会） - 切手の博物館にて偶数年に隔年開催。鉄道に関する郵便切手などを幅広く展示する。

## 日本鉄道賞
日本鉄道賞は「鉄道の日」実行委員会が、鉄道の日の創立趣旨に基づいて日本の鉄道開業から130年にあたる2002年（平成14年）に制定した賞である。表彰の前年に実施された鉄道事業者の取り組みの中から、日本鉄道賞表彰選考委員の選考により選定される。国土交通省鉄道局鉄道サービス政策室が主管し、「鉄道の日」実行委員会事務局のある公益財団法人日本交通文化協会が事務局となっている。
優れた鉄道車両に贈る賞としてブルーリボン賞やローレル賞があるが、本賞は鉄道事業者や団体の取り組みに贈る賞であることが特徴である。

### 応募・選考
「鉄道に関する取組を実施した事業者、団体、個人」を表彰対象とし、自薦及び他薦を受け付ける。
自薦の場合は、所定の様式に鉄道に関する取組の内容・取組の成果・取組の実施時期・その他（経緯等）を説明した資料を記入し、プレゼンテーション資料（Microsoft PowerPoint形式）を添えた紙媒体及びCD-ROMによる電子媒体を事務局に提出する。他薦の場合は、推薦をしたい取組の概要及び理由等を事務局宛にメールにて送付する。自薦にて一度応募した取り組みに関しては、再度応募することはできない。
自薦・他薦の応募が出そろった時点で、一般からの意見を募った上で参考資料とし、選考委員会により「日本鉄道賞」と選考委員会特別賞、表彰選考委員会による特別表彰（第4回以降）が選定され、鉄道の日記念行事の席上で表彰が行われる。選考委員は「鉄道の発展に貢献している著名人」とされ、鉄道に詳しい大学教授や業界紙の関係者などが務めることが多いが、2024年現在は藤井聡太（将棋棋士）や久野知美（フリーアナウンサー）も名を連ねる。
第4回（2005年）までは部門別に選考していたが、第5回以降は全体を通じての最高賞として「日本鉄道賞」(2014年より「日本鉄道大賞」)を、以下必要に応じて部門賞・特別表彰を行っている。第11回（2012年）からは選考委員会特別賞に冠称がつけられるようになり、実質的に特別表彰と統合された形となっている。

## 日本国外の類似の記念日
- 台湾では、1887年6月9日に基隆 －台北間の鉄道が着工されたことを記念し、6月9日を「鉄路節」としており、蒸気機関車の運行や車両基地の一般公開などが開催される。
- 韓国では、1899年9月18日に朝鮮半島最初の鉄道の京仁線が開通したことを記念し、9月18日を「鉄道の日」としていた。しかしその後、これは日帝残滓であるとの非難を受け、2018年からは大韓帝国鉄道局が創設された1894年6月28日に由来する6月28日に変更された。
- タイでは、1894年3月26日にバンコク・フワランポーン - ナコンラチャシーマ間の開通式を行い、フワランポーンからアユタヤまで初の鉄道運行が行われたことを記念し、3月26日を「鉄道の日」としている。
- ロシア・ベラルーシ・カザフスタン・キルギス・ウズベキスタン・モルドバ・ブルガリアでは8月第1日曜日を「鉄道の日」としている。当初は1896年にロシア初の鉄道となるモスクワ－サンクトペテルブルク間の鉄道建設を指示したニコライ1世の誕生日に因んだ旧暦6月25日（新暦7月6日）を「鉄道員の日」の祝日とした。1917年のロシア十月革命後は取りやめられ、1935年にモスクワでの鉄道労働者会議にて再開が提案され、1936年より7月30日を「鉄道の日」に制定し1940年に8月第1日曜日に変更され、1980年に改めて本格的な祝日として制定された。
- アゼルバイジャンでは、鉄道組織の独立を記念し、10月13日を「鉄道労働者の日」としている。
- ラトビアでは、1919年8月5日のラトビア鉄道設立を記念し、8月5日を「鉄道労働者の日」としている。
- リトアニアでは、1860年8月28日のディナブルク－ビリニュス間の鉄道完成を記念し、8月28日を「鉄道の日」としている。
- ウクライナでは2003年より、1861年11月4日のウィーン－クラクフ・プセミシル経由リヴィウ行きのウクライナ最初の鉄道運行を記念し、11月4日を「鉄道労働者の休日」としている。
- エストニアでは、1876年8月21日のタリン－タトゥ間の鉄道開業を記念し、8月21日を「鉄道歴史の日」としている。
- 東ドイツでは、6月第2土曜日を「鉄道労働者と輸送労働者の日」とし、ドイツ再統一後も旧東ドイツ地域では鉄道関連のイベントが行われている。
- ポーランドでは、鉄道労働者の守護者とされるアレクサンドリアのカタリナの祝日である11月25日を「鉄道労働者の祭典」としている。
- スロバキアでは、1840年9月27日のブラチスラヴァ－スヴェタジュル間馬車鉄道の開業を記念し、9月27日を「鉄道労働者の日」としている。
- チェコでは、1825年9月27日にジョージ・スチーブンソンの手掛けたストックトン－ダーリントン間の世界初の蒸気機関車商用運行開始を記念し、9月27日前後の9月第4土曜日を「鉄道の日」としており、9月中は国内各地で鉄道関連のイベントを開催する。
- ボスニア・ヘルツェゴビナでは、旧ユーゴスラビア時代より1920年4月のユーゴスラビア鉄道労働者ストライキを記念し、4月15日を「鉄道の日」としている。
- セルビアでは、オストログの聖バジルの祝日である5月12日を「鉄道労働者の日」としている。
- スロベニアでは、1846年6月2日のスロベニア初の鉄道開業（グラーツ－セレ間）を記念し、6月2日を「鉄道員の日」としている。
- クロアチアでは、1990年よりユーゴスラビア鉄道がクロアチアから撤退した10月5日を「クロアチア鉄道の日」としており、また旧ユーゴスラビア時代の「鉄道労働者の日」である4月15日を「国際鉄道の日」としている。
- 旧チェコ・スロバキアでは、1954年から1963年まで8月18日を「鉄道の日」とし、その後8月23日、9月27日に変更した。